# Amnon Aharony
Amnon Aharony (en hebreo: אמנון אהרוני; Jerusalén, 7 de enero de 1943) es un profesor israelí (emérito) de física en la facultad de física y astronomía de la Universidad de Tel Aviv y en el departamento de física de la Universidad Ben-Gurión del Néguev. Tras años de investigación en física estadística (fenómenos críticos, sistemas aleatorios, fractales, percolación), su investigación actual se centra en la teoría de la materia condensada, especialmente en física mesoscópica y espintrónica.

## Biografía

### Primeros años
Nació en Jerusalén y creció en Netanya, Israel. Recibió su B.Sc. en Física y Matemáticas en 1964 por la Universidad Hebrea de Jerusalén y posteriormente una  maestría en 1965 con una tesis que estuvo bajo la dirección de Gideon Rakavy, y versó sobre la aproximación de Born de ondas distorsionadas para reacciones nucleares directas. Recibió su doctorado en 1972 en la Universidad de Tel Aviv, bajo la supervisión de Yuval Ne'eman. Su tesis doctoral llevó por titulo, Aspectos de la violación de la simetría de inversión del tiempo.

### Carrera
Fue investigador principal del ejército y del Ministerio de Defensa de Israel entre 1965 y 1972. En esos años también fue profesor en la Universidad de Tel Aviv. Después de un tiempo en Estados Unidos regreso a Israel en 1975 para convertirse en profesor asociado de física en la Universidad de Tel Aviv y profesor titular en 1979. Desde 1990 ocupó la Cátedra Moyses Nussenzveig de Física Estadística. Se retiró de la universidad como profesor emérito en 2006. Ese año se incorporó a la Universidad Ben Gurion del Negev, donde se convirtió en profesor emérito distinguido durante 2013-2020.
Es miembro de la Academia Israelí de Ciencias y Humanidades, miembro honorario extranjero de la Academia Estadounidense de Artes y Ciencias y de varias otras academias. También recibió varios premios, entre ellos el Premio Rothschild de Ciencias Físicas, y el Premio de Investigación Gunnar Randers, otorgado cada dos años por el Rey de Noruega.

### Vida personal
Es padre del profesor de física Ofer Aharony, la psicóloga Tamar Aharony y el profesor de música Iddo Aharony.

## Investigación

### Transiciones de fase
El aplicó el grupo de renormalización para identificar y clasificar clases de universalidad de puntos críticos (por ejemplo, cúbicos, dipolares) y multicríticos. Su trabajo sobre sistemas aleatorios involucró sistemas con campos aleatorios y las cuestiones generales del autopromediado. También introdujo la geometría fractal en varias ramas de la física estadística, especialmente en relación con las numerosas subestructuras fractales de los sistemas de percolación diluida, con aplicaciones a la recuperación de petróleo.

### Magnetismo cuántico
Explicó las estructuras y diagramas de fases de los sistemas de óxido magnético. Esto incluye las estructuras magnéticas de los cupratos originales superconductores de alta temperatura y la predicción de la fase de vidrio de espín allí, el descubrimiento de una simetría especial en la interacción Dzyaloshinskii-Moria (ahora llamada simetría Shekhtman-Entin-Wohlman-Aharony) y las fases ordenadas de varios materiales multiferroicos.

### Física mesoscópica
Participó en discusiones críticas sobre el efecto Aharonov-Bohm. En los últimos años, se concentra en los efectos de la interacción espín-órbita sobre el transporte en sistemas espintrónicos mesoscópicos, incluidas propuestas de filtros de espín que pueden ser relevantes para el procesamiento de información cuántica.

## Publicaciones
Es autor de 8 libros y más de 450 artículos. Según Google Scholar (septiembre de 2023) tiene más de 50.000 citas y su índice h es 87.

### Libros seleccionados
- A. Aharony y J. Feder, editores. Fractales en Física. Actas de una conferencia, Vence, Francia (Holanda Septentrional, Amsterdam, 1989).
- D. Stauffer y A. Aharony. Introducción a la teoría de la percolación. Taylor y Francis, Londres (1992); segunda edición revisada (1994).[28]
- A. Aharony y O. Entin-Wohlman, editores. Perspectivas de la física mesoscópica. World Scientific, Singapur (2010).[29]
- A. Aharony y O. Entin-Wohlman. Introducción a la Física del Estado Sólido. En hebreo, Open University, Israel (2018), 600 páginas;[30] Traducción al inglés: World Scientific, Singapur (2018).[31]